# Thích Nhất Hạnh
Thích Nhất Hạnh, född Nguyễn Xuân Bảo den 11 oktober 1926 i Huế, död den 22 januari 2022 i Huế, var en vietnamesisk zenbuddhistisk munk, lärare och fredsaktivist. Han har myntat begreppet socialt engagerad buddhism. 
"Det äkta miraklet är inte att gå på vatten eller i luften, utan att vandra på jorden", Thích Nhất Hạnh
Nhất Hạnh nominerades 1967 av Martin Luther King till Nobels fredspris. Från 1973 levde han länge i exil i ett kloster i södra Frankrike. 2005 och 2007 gavs han tillstånd att besöka Vietnam, där det också finns två kloster tillhörande den orden han grundade i mitten av 1960-talet, Tiep Hien — Order of Interbeing. Andra kloster och dharmacenter finns i Frankrike, Thailand och USA.
Nhất Hạnh drabbades 2014 av en hjärnblödning och i november 2018 återvände han till Vietnam för att tillbringa sina återstående dagar i templet Từ Hiếu nära Huế.
| ”                               | I do not personally know of anyone more worthy [of this prize] than this gentle monk from Vietnam. His ideas for peace, if applied, would build a monument to ecumenism, to world brotherhood, to humanity. | „ |
| – Martin Luther King, Jr., 1967 | |   |

| ”               | Thích Nhất Hạnh är en riktig munk. Hans förståelse av livets essens uttrycker sig till och med genom sättet på vilket han öppnar en dörr och kommer in i rummet. | „ |
| – Thomas Merton | |   |

## Skrifter i svensk översättning
- Buddhas lära. En väg till glädje och frihet. Svenska förlaget, Stockholm, 2000.
- Vi är redan framme. En zenbuddhistisk text om frid och fred. Attusa, Lund, 2002.
- Mandelträdet Mandelträdet i din trädgård. Uppmärksamhetens under. 2., språkligt rev. uppl., Attusa, Lund, 2002.
- Varje steg väcker svalkande vind. Vägledning i meditativ gång. Utök. och omarb. uppl., Attusa, Lund, 2003.
- Stunder i nuet. Tänkespråk för var dag. Energica Förlag. Orsa, 1995.